# Квін-Анн (графство принца Георга, Меріленд)
Квін-Анн (англ. Queen Anne) — переписна місцевість (CDP) в США, в окрузі Графство принца Георга штату Меріленд. Населення — 1405 осіб (2020).

## Географія
Квін-Анн розташований за координатами 38°54′23″ пн. ш. 76°42′23″ зх. д. / 38.90639° пн. ш. 76.70639° зх. д. (38.906452, -76.706264).  За даними Бюро перепису населення США в 2010 році переписна місцевість мала площу 22,62 км², з яких 22,56 км² — суходіл та 0,06 км² — водойми.

## Демографія
Згідно з переписом 2010 року, у переписній місцевості мешкало 1280 осіб у 419 домогосподарствах у складі 341 родини. Густота населення становила 57 осіб/км².  Було 438 помешкань (19/км²).
Расовий склад населення:
| - 49,9 % — чорних або афроамериканців - 43,5 % — білих - 1,3 % — азіатів - 0,5 % — корінних американців - 0,2 % — вихідців з тихоокеанських островів - 1,3 % — осіб інших рас |

До двох чи більше рас належало 3,4 %. Частка іспаномовних становила 3,8 % від усіх жителів.
За віковим діапазоном населення розподілялося таким чином: 23,3 % — особи молодші 18 років, 64,4 % — особи у віці 18—64 років, 12,3 % — особи у віці 65 років та старші. Медіана віку мешканця становила 43,5 року. На 100 осіб жіночої статі у переписній місцевості припадало 97,5 чоловіків;  на 100 жінок у віці від 18 років та старших — 99,6 чоловіків також старших 18 років.
Середній дохід на одне домашнє господарство  становив 129 764 долари США (медіана — 109 750), а середній дохід на одну сім'ю — 139 672 долари (медіана — 143 519). Медіана доходів становила 90 139 доларів для чоловіків та 84 375 доларів для жінок. За межею бідності перебувало 1,9 % осіб, у тому числі 0,0 % дітей у віці до 18 років та 11,2 % осіб у віці 65 років та старших.
Цивільне працевлаштоване населення становило 605 осіб. Основні галузі зайнятості: публічна адміністрація — 23,8 %, освіта, охорона здоров'я та соціальна допомога — 21,8 %, науковці, спеціалісти, менеджери — 18,7 %.